# Melitaea nimbula
Melitaea nimbula är en fjärilsart som beskrevs av Higgins 1941. Melitaea nimbula ingår i släktet Melitaea och familjen praktfjärilar. Inga underarter finns listade i Catalogue of Life.